# ステラのまほう
『ステラのまほう』（Magic of Stella）は、くろば・Uによる4コマ漫画作品。日本の『まんがタイムきららMAX』（芳文社）にて、2012年10月号から2022年2月号にかけて連載された。2016年10月から12月までテレビアニメが放送された。
高校の部活動として、オリジナルの同人ゲーム制作に励む少女たちの青春を描く内容。

## あらすじ
私立星ノ辻中学高等学校に入学し女子高校生となった本田珠輝（ほんだ たまき）は、多趣味だが一貫性がなく、これといってやりたいことを持たない今までの自分をどこか空虚に感じており、進学を機に、本気で打ち込めるような部活動を探していた。様々な部活動を見て回る中、珠輝は同人ゲームを制作している部活「SNS部（死んだ魚の目日照不足シャトルラン部）」の勧誘を受ける。SNS部では、それまで活動の中核を担っていた創立者の先輩が卒業してしまったため、深刻な人員不足に陥っていた。その勧誘で琴線に触れるところのあった珠輝は、幼い頃に抱いた「自分にしか作れない遊び（ゲーム）を作りたい」 という願望を思い出す。珠輝は漫画の模写の特技を生かし、SNS部の一風変わった部員たちである、部長の村上椎奈（むらかみ しいな）、シナリオ担当の関あやめ（せき あやめ）、音楽担当の藤川歌夜（ふじかわ かよ）と共に、イラスト部に入部した幼馴染の布田裕美音（ふだ ゆみね）に心配されながらも、ゲーム制作に参加する。
メンバーの嗜好が偏っていて作風もばらばらで、現時点では烏合の衆でしかないSNS部は、夏の同人誌即売会に向けて小さな企画から実績を積むこととなり、昨年度に制作したパズルゲームに登場するメインヒロイン、ステラの後日談を描いたアドベンチャーゲームを作り始める。ところが珠輝の画風は前作の画風と乖離しており、可愛らしい表情がうまく描けずにいた。そのことに悩んでいた珠輝は下校中に出会った見知らぬ女性から、元気が出るまほうと称してスケッチブックを取り上げられ、「ただ描かされているから描くのか?」とゲーム制作の動機を問われる。珠輝は「みんなと一緒になってゲームを作るのが楽しい」という、SNS部に参加してから芽生えた自分の想いに気がつく。珠輝はその後も幾度かその女性と遭遇して奮起を促されることとなり、やがて彼女が前作のイラストを描いていたSNS部の創立者、百武照（ひゃくたけ てる）であることを知る。照は椎奈から今でも尊敬されているが、かつて創作の姿勢を巡ってぎくしゃくしたこともあった歌夜は複雑な想いも抱いていた。
やがて部員同士の交流も深まり、ゲームは完成に向かうが、SNS部が参加を予定していた夏の同人誌即売会の抽選に落選し、別のイベントに急遽出品することになったため、ゲームを突貫作業で完成させなければならなくなる。珠輝は、作業が遅れていた歌夜の仕上がりを待つかどうかで他の部員と対立するが、結果的にゲームは完成し、イベントでの販売はまずまずの成功を収める。しかし突貫作業中に色々なことを蔑ろにしたことが遠因で、珠輝は、かつてあやめがペンネームで発表した作品の熱狂的なファンで、イラスト部所属で裕美音のライバルでもある、飯野水葉（いいの みなは）から、一方的にライバル視される。珠輝は成り行きで水葉と合同で作品を作ることとなり、技術はあるが思い込みが激しく、しかし創作活動に否定的な家族を持つ水葉に振り回され、スランプに陥ったり触発されたり、創作の意義を問われたりしながら、作品を完成させて友情を築く。
ところが珠輝はイラスト部との縁ができたことから、昨年から照を敵視していたイラスト部の部長（自称「編集長」）、槍居智亜（やりい ちあ）から目をつけられる。智亜は生徒会の権限を使って珠輝の引き抜きを画策し、SNS部は文化祭で成果を出せなければ部室を没収されてしまうこととなる。文化祭では珠輝が企画した、以前の作品よりもゲーム性や趣味性の強い作品を出品することになり、部員たちも部の存続の危機を前に、かつて照が投げかけた言葉や問い、創作の原点、将来の進路を見つめ直しながら、短期間での完成を急ぐ。完成間近で日数が少なくなる中、かつて照に背中を押されて志したイラストの上達を諦めてしまった過去のある椎奈と、プロミュージシャンを諦めた姉との確執を引きずる歌夜の対立が表面化するが、結果的にはそれが互いを触発し合う。SNS部は文化祭を無事に乗り切り、部員たちは再び過去と将来について思いを馳せる。
その後、イラスト部の部誌の題材に行き詰まっていた裕美音が仮入部したことをきっかけに次回作の構想が生まれ、中等部の池谷乃々（いけたに のの）を声優担当として迎えて準備を進める流れになるが、承認欲求の強い乃々と、他人の評価を気にしながら作品を作ることに対して苦い経験のある歌夜の意見がすれ違い、珠輝が調整に走ることになる。冬の同人誌即売会に向けて体験版の制作が進む仲、それまで珠輝の周囲の人間関係を茶化して楽しんでいた裕美音が、今度は創作でモデルにされる側に回ったり、苦手だった話作りに取り組む一方、珠輝からスケジュール調整役を引き継いだ乃々は歌夜との間柄を詰めていく。

## 登場人物
本作では登場人物の可愛らしさだけではなく「後ろ向きで人間くさい」部分も魅力的に描くことが指向されており、登場人物の感情がリアルに描かれているのが特徴とも評される。

### SNS部
同人ゲームを制作するサークル。正式名称は「死んだ魚の目日照不足シャトルラン部」（しんださかなのめにっしょうぶそくシャトルランぶ）。名称には深い由来があるとも、揉めた末に適当な単語を3枚くじ引きして決めたとも言われる。「部」を名乗っているものの、届け出上は同好会。物語開始時点で発足2年目。部屋番号255。第4巻からは作品を発表する場として、ソーシャルネットワーキングサービスの方のSNSでの活動も行っている。
本田 珠輝（ほんだ たまき）
声 - 長縄まりあ
身長 - 148cm / 誕生日 - 8月28日 / 星座 - おとめ座
本作の主人公。通称「たまちゃん」。高校1年生→2年生。SNS部のイラスト担当。ペンネームは「たまき」。髪をうなじ付近から大きなリボンで一本結びにした髪型で、3本のアホ毛がある。瞳は緑色。
純粋で大人しい性格で、普段はおっとりとしているが、芯が強く行動的な面もあり、間違っていると思ったことや意見があるときははっきりと言う。見かけによらず耳年増な一面もある。小・中学生時代はいろいろな趣味を渡り歩いていたが、高校生入学を機に「本当にやりたいこと」を求めてSNS部に入部し、ゲーム作りに向き合うようになる。
周囲の友人が心配するほどのファザコンで、また父や祖父母が買い集めていた古いハードボイルドものの劇画ばかり模写していた時期があり、渋い壮年や初老の男性キャラクターが大好き。母親・祖母と同居しており、遠く離れた田舎から電車通学している。自宅はSNS部の合宿ができる規模の日本家屋で、家政婦を1人雇っている。中学生の頃は父親の都合で関西に住んでいた時期があり、感情が高まると関西弁で話す。
裕美音とは小学生の頃からの付き合いで、かつて身体が弱かった裕美音を楽しませようとして色々な遊びを考案した経験を、創作の原点にしている。裕美音が精神的にたくましくなった今では、ゆるい幼馴染として逆に心配されることもある。物語開始時点においてはSNS部で最年少であり、先輩たちから見守られるポジションにあるが、次第にゲームシステムの構築からの企画やマネジメントにも参加するようになっていく。裕美音からは「男体化すると攻めキャラ」と評されており、実際、時に押しが強い態度を見せるところがあり、それを他の人物から「攻めキャラだ」と思われることがある。
1年次終了後には、SNS部の副部長に就任する。
村上 椎奈（むらかみ しいな）
声 - 村川梨衣
身長 - 158cm / 誕生日 - 12月25日 / 星座 - やぎ座
あやめからは「しー」と呼ばれる。ゲームのスタッフロールなどで使っているハンドルネームは「村」。高校2年生→3年生。SNS部2代目部長。ペンネームは「村」。SNS部のプログラマー。黒髪のセミロングで後頭部をお団子型のシニヨンに結っている。幼馴染のあやめや家族以外には敬語で接している。
真面目だが茶目っ気があってロマンチストと評される一面もあるものの、後ろ向きな性格で、普段は表情に乏しく、テンションはいつも低め。人とのコミュニケーションに苦手意識を持っており、人が多い場所に出たり面倒な学校行事があったりするとすぐに体調を崩す。珠輝や乃々が入部した直後の時は、二人きりになることを必死に避けていた。物語開始以前はうまく意見を言えない性格だったとされるが、先代部長の照からは、全体を見ていて気配りができる点を評価されており、また照が創立したSNS部を守ろうとする責任感も強く、部長になってからは「部長業が板についてきた」とも評されている。過去の経験から、スケジュールの管理やマネジメントなどの重要性を痛感しており、しばしば納期よりも納得できるクオリティを優先しようとする他の部員たちを叱咤し、妥協を促してスケジュールを守らせる役を買って出る。怒ると少し怖い。
変わった味のジュース同士を混ぜ合わせたがる趣味がある。塾に通っている。
中学3年生の頃、一時イラスト部に所属していたことがある。椎奈自身は自分に限界を感じてイラストの上達を諦めており、かつて愛用していたペンタブレットを珠輝が入部した際に譲っている。
関 あやめ（せき あやめ）
声 - 小澤亜李
身長 - 154cm / 誕生日 - 7月23日 / 星座 - しし座
通称「あや」。高校2年生→3年生。SNS部のシナリオライター。ペンネームは「Iri§（アイリス）」。赤いアンダーリムの眼鏡をかけている。弟が2人いる。
お調子者だが、SNS部では比較的常識人のポジションにおり、人付き合いの苦手な椎奈とは気心の知れた幼馴染で、気難しい歌夜からも親友としての信頼を得ている。また弟の面倒を見ていることもあり、家事全般が得意で、椎名からは「嫁にしたい女子力」と思われているが、外見や口調がそれに似合わないことを内心残念がられている。一方、過去の作風などから「中二病」と評されたりすることもある。かつては文芸部に所属しており、過去には文芸部の季刊誌や個人ブログを通じて作品を公開していたが、あやめ自身は過去の作品を「黒歴史」としている。筆が乗ると自分の作品を音読する癖があるが、それを聞かれたり、過去の作品を読まれたりすることを耐えがたい恥辱だと考えている。また創作の原点は、少女漫画の二次創作ボーイズラブ(BL)。今はBLには積極的ではないが、全く興味を失ったわけでもない。
眼鏡を外すと別人のようになる。第2巻以降はあやめの作品の熱烈なファンである水葉の前で「平部員の関あやめ」と「シナリオライターのIri§」の一人二役を演じなければならなくなり、水葉のいる時にシナリオの打ち合わせをする際には変装して「Iri§先輩」を演じるようになる。あやめ本人は、水葉に自分とIri§が同一人物であることを信じさせようとしているが、水葉の理想を裏切ることもできず、次第に収集がつかなくなっていく状況に苦悩している。中学の頃までは一人称「ボク」だったことがあり、Iri§を演じているときにはボクっ娘になる。
藤川 歌夜（ふじかわ かよ）
声 - 悠木碧
身長 - 157cm / 誕生日 - 4月2日 / 星座 - おひつじ座
高校2年生→3年生。SNS部とDTM研を兼部している。ペンネームは「Singna（しぐな）」。SNS部のサウンド&ミュージッククリエイター。
金髪でふわふわしたツインテールの髪型。初対面の相手にもフランクに接し、相手を誘惑しているかのような紛らわしい言動を無自覚に繰り出すので、家族や友人から「天然たらし」と言われている。SNS部の活動とは別にネットの投稿サイトに楽曲を公開しており、公開する曲が毎回ランキング入りしており、個人サークルでもCDを出している。笑い上戸だが音楽へのこだわりは人一倍で、作業に取り掛かると形相が一変し、他のものが一切耳目に入らなくなる。男子部員がいるDTM研では、「天然たらし」の性格故に男子部員をひきとめる要因のひとつになっているが、この作曲中の形相が恐れられ、告白などはされていない模様。
珠輝からはミステリアスで大人っぽい先輩だと思われているが、気難しく、作品のクオリティに意固地な面があり、あやめからは子供っぽい性格とも評されている。過去、尊敬していた姉が音楽への道を諦めたことへの反感からプロミュージシャンを目指すようになった経緯を持ち、その時の苦い経験から、創作はあくまで自分のために行うものでなければならず、他人からの評価を目的とした創作は批判や失望に対する恐怖という「呪い」と表裏一体である、という持論を持つようになる。その一方、持論と現実のギャップにも苦しんでおり、そのことを連想させるような状況になると豹変し、周囲をぞっとさせるような目つきと辛辣な物言いで相手を萎縮させてしまう。過去には自分と異なる持論を持っている照に反発したことがあり、表向きは和解しつつも照の助言を受け入れられずにいる。第4巻では歌夜の持論と異なる意見をまっすぐにぶつけてくる珠輝に対し、認識を「可愛い後輩」から「一人のクリエイター」へと改める。
ファーストフード店（アニメ版ではファミレス）でアルバイトをしている。「コロ」という名前の犬を飼っている。
布田 裕美音
イラスト部の項の布田裕美音を参照。
池谷 乃々（いけたに のの）
声 - 日高里菜（きららファンタジア）
身長 - 146cm/ 不明/ 星座 -不明
第4巻から登場。中学3年生→高校1年生。文化祭が終わった後に入部した新入部員で、SNS部の声優担当（その後制作進行を椎名、珠輝から引き継ぎ兼務、またデバッグも担当）。黒髪で、ツインテールとサイドの髪を伸ばした髪型。
かつて演劇部に所属していたが、喧嘩して辞めることになったという前歴を持つ。他人から認められて有名になりたいという要求を持っている一方、素の自分を出すことができず、時と場所に合わせて作った自分を演じており、学校では成績優秀な優等生のふりをしているが、実際にはそこまで頭が良いわけではなく、それを隠して体面を保っている。
「恋詩露咲るるな（こいしろさき るるな）」というハンドルネームを用い、趣味でネット上の動画投稿サイトに「歌ってみた」「踊ってみた」系の動画を公開しているが、SNS部ではそのことを頑なに隠そうとしているが、後にバレている。自身はSNS部のメンバーをペンネームやハンドルネームで呼ぶ。珠輝からは「ののちゃん」と呼ばれており、普段隠している秘密の数々を握られている。配信などではリクエストされてエッチに聞こえるセリフも恥ずかしがらずに言っていたが、そもそも性知識が皆無で、子供は「高野トリ」という人に配達されて届けられる者と思い込んでいたが、その後珠輝に「子供ができるまで」の知識をレクチャーされている。さらに高校1年になってSNS部で話題になったときに、サンタクロースが実在しないと初めて知ったなど、知識に偏りがある。
フクロウのぬいぐるみにぴーさん（ぴー太郎）という名前をつけて持ち歩いており、人目のないところで愚痴や弱音を聞いてもらっている。
同人活動をしているいとこがおり、あやめとはSNS部に入部する前にいとこを介して顔見知り。あやめが水葉の前で「Iri§先生」を演じる事情も知っている。
Singnaこと歌夜の曲を入部以前から動画サイトで知っており、入部時に本人がSNS部に所属していることを知る。歌夜のことを尊敬する一方で、自分とは対照的に創作にストイックな彼女の姿勢やスタンスは苦手にしており、SingnaのネームバリューでSNS部のゲームを広めるという自分の考えを諫められた時には「怒らせた」と物凄く気にしていた。だが当の歌夜は個人のスタンスの違いとしか考えておらずけろっとしており、その後歌夜の作詞・作曲した主題歌を歌わせてもらい、また共作として「Singna feat. 恋詩露咲るるな」の曲もネット公開している。

百武 照（ひゃくたけ てる）
声 - 赤﨑千夏
SNS部のOGで初代部長。ペンネームは「teru☆」。大学1年生→浪人生。コスプレが趣味。「みたらし」という名の黒猫を飼っている。
才色兼備であり、高校時代は色々な部に行って数々の功績を残していた。
珠輝が入学する半年前の夏に、椎奈やあやめ、歌夜を集めて一からSNS部を創立した。制作においては、絵や企画、マネジメントを一人でこなせるほどの実力がある。ジェネラリスト指向で、幅広いスキルを効率よく学ぶことに関心を持っているが、それは他人を信じることが苦手なことの裏返しでもあることを歌夜から指摘されている。また「人間に生まれてくる意味なんてありません」「強いて言えば死ぬ為です！」「明日死んだとしても（中略）後悔がないようにしたいなって」と、ニヒリスティックな考えを持つ。
マイペースで、他人の話を聞かずに自分の言いたいことを一方的に話す。後輩たちを独自のニックネームで呼ぶ。創作に悩む珠輝の前に神出鬼没に現れて、珠輝を試したり、アドバイスを送ったり、より高みをめざすよう促したりしている。
星の辻を卒業後大学に入学したものの自主退学し、大学浪人中。

### イラスト部
SNS部とは協力関係であったりライバル関係であったりする部活。縦社会を意識させる役職名を避けるという理由から、部長の代わりに「編集長」という役職を置いている。活動の幅は広く、発足から5年目になり、SNS部と違って伝統があると自認している。漫研から分裂して同好会から発足したというルーツを持ち、イラストだけではなく漫画も描く。第3巻では硬軟織り交ぜて珠輝の引き抜きや、SNS部の吸収合併を申し出るものの、受け入れられずに終わる。
劇中には登場しないものの男性部員も在籍しているという言及があり、裕美音の妄想の題材にされている。
布田 裕美音（ふだ ゆみね）
声 - 前川涼子
身長 - 151cm / 誕生日 - 9月14日 / 星座 - おとめ座
高校1年生→2年生。珠輝の幼馴染で同級生。腐女子。ペンネームは「ふだふだ」。
活発な性格で、珠輝の面倒を見るのが大好き。同性愛やTSFなどを題材とした作品全般が好きで、現実の女友達を想像の中で男体化させてカップリングを妄想する趣味がある。百合ジャンルにはさほど詳しくないが、抵抗感もない。元々は珠輝の影響で絵を描き始めたが、物語開始時点では珠輝よりも同人活動に関する造詣が深い。ただし話作りや台詞を考えるのはとても苦手。珠輝にとっても子供の頃に創作活動を始めたきっかけとなった相手であり、物語の冒頭において珠輝がSNS部と出会って入部を決断する場にも立ち会った人物。
第3巻では珠輝との出会いを描いたエピソードが描かれている。かつては小学生になっても病弱で休みがち、近寄り難い雰囲気があり友達がいなかった。同じクラスの珠輝が先生に頼まれ自宅までプリントを届けてもらったときが初対面だった。当初は積極的に仲良くなろうとする珠輝を鬱陶しく思い、冷たい態度をとっていた。話題を探そうとして学校の友達の話をしたときは怒って部屋から追い出していた。それでもめげずに自作のゲームを持ち込んで遊んでいるうちに次第に心を開き、笑顔を見せるようになった。そのおかげで学校にも通えるようになり友達が増えた。今では珠輝のことを大切な親友として接している。
珠輝に当初冷たい態度をとっていたことや、ひどいことを言ったことに対して後悔しており、いつか謝りたいと思っている。
歌夜に対しては「胡散臭い」というネガティブな印象を抱いており、珠輝を可愛がる歌夜に対して嫉妬の表情を見せることがある。また、春に珠輝のスケッチブックの絵をSNS部に見せに行ったとき、爆笑されたことを根にもっている。
第4巻ではイラスト部の部誌の題材を求めて、一時的にSNS部へ仮入部し、企画やスピンオフ漫画の制作、作画の手伝いを担当している。その後も第9巻時点までは退部した描写はなく、SNS部とイラスト部の両方に所属したままとなっている。
飯野 水葉（いいの みなは）
声 - 今村彩夏（テレビアニメ版） / 金子彩花（きららファンタジア）
身長 - 150cm/ 誕生日 -5月9日 / 星座 - 牡牛座
通称「はーちゃん」。高校1年生→2年生。ネット上のハンドルネームは「watl」。
勝気な性格で喜怒哀楽が激しい。珠輝をライバル視しているが、言い返されたり、反発されることがある。他人をフルネームで呼び捨てにする。
過去、あやめが文芸部に在籍していた頃に「Iri§」名義で執筆した作品に人生観が変わるほどの感銘を受け、盲目的に崇拝する「Iri§先生」を追ってSNS部の活動に介入するが、Iri§があやめと同一人物であることを頑なに信じようとせず、あやめのことを馬鹿にして見下しており言うことを聞かない。第1巻で端役として初登場した際にはSNS部への入部を希望していたものの、即売会の締め切り間際の追い込みで多忙であったSNS部にぞんざいに追い返されてしまい、その時のあやめとのやり取りを根に持っている。後になって幾度かSNS部への入部を打診されているが、断っている。
旧家の出身で、家は珠輝の自宅を凌駕する広さの和風屋敷だが、家族からは水葉が学業を疎かにして部活動に入れ込んでいることを問題視されている。同学年の姉である夏には頭が上がらない。
裕美音から「はーさん」と呼ばれている。裕美音とはカップリング論争で対立関係にあり、互いに犬猿の仲である。二次創作では劇中で描かれた人間関係や原作者の世界観を重視する原作至上主義者。
槍居 智亜（やりい ちあ）
第3巻から登場。物語開始時はイラスト部の編集長（部長）で生徒会員。高校3年生→大学1年生。
生徒会での役職は第2書記だが、生徒会長のような雰囲気を漂わせており、珠輝からは幾度も「会長さん」「生徒会長」と言い間違われている。照のことを一方的に敵視する一方、イラストの心得がある珠輝や椎奈のことを気に入っており、SNS部に対して複雑な思いを抱える。文化祭前には珠輝の引き抜きを画策するが、珠輝からは生徒会の権限を使ってSNS部を潰そうとする「敵」と認定され、敵対が解けた後も苦手意識を持たれている。
美人で、生徒会員としては威厳ある態度で振る舞うが、イラスト部では眼鏡に鉢巻きという出で立ちになる。イラスト部の発足当初からの部員で、中学生の頃から活動に参加していた。第4巻では編集長の座を後輩に譲っている。卒業式では卒業生代表として答辞を務め、星の辻を卒業した。
鶴瀬 まつり（つるせ まつり）
声 - 指出毬亜（きららファンタジア）
中学3年生→高校1年生。乃々のクラスメイトで、お嬢様集団の一人だが、実際はそんなにお嬢様ではない。席が隣になった際に消しゴムを拾ってもらったときから乃々を運命の人だと思っている。ふとしたことから乃々のオタク趣味を知り、その道への興味を示していく。乃々とのある出来事をきっかけにSNS部でではないもののイラスト部でゲーム制作に関わることとなる。

### その他の生徒
飯野 夏（いいの なつ）
声 - 大地葉
高校1年生→2年生。珠輝の同級生。細目が特徴。当初は伏せられているが、実は水葉とは同学年の姉。
真面目な性格で、珠輝や水葉に対して保護者的な態度で接する。水葉が部活動に入れ込むことには否定的で、旧家である飯野家の末娘としての自覚を持つべきと考えている。水葉が門限を破って家族と問題を起こした際には部活動を辞めさせようとする家族の意見を代弁し、入れ込んでいた創作を辞めても世の中が傾いたりするわけではないという見解から、水葉の肩を持つ珠輝やあやめと対立する場面もあった。
動物が好き。ソーシャルネットワーキングサービスでは猫画像の投稿で万単位のフォロワーを集めている。また恋詩露咲るるなのファンでもあり、同じ学校に通う乃々がるるなであることにも気づいたが、ネットでの身元バレの危険性を乃々に警告しようとしたところ、自分が乃々にとっての怖い人になってしまったとして、以後学校での接触は避けている。
清水 マリカ（しみず まりか）
声 - 下地紫野
高校1年生→2年生。珠輝の同級生。外国人とのハーフで片仮名交じりの日本語で話す。金髪碧眼で八重歯が特徴。陽気な性格。珠輝の助言で生徒会に所属することになり、文化祭では智亜の元で働いた。絵が上手い。

### 部員の家族
関 春馬（せき はるま）
声 - 関根明良
あやめの弟。小学6年生→中学1年生。あやめのことは「姉貴」と呼んでおり、やや喧嘩腰の態度で接する。
珠輝に淡い恋心を抱くが、出会ったその日に失恋する。絵を描くのが得意で珠輝よりも画材の使い方に詳しいが、教えるのはあまり得意ではなく、逆に意地悪な言い方をしてしまう。
姉のあやめとは別の中学校へ進学した。このことについてあやめは、自分の家がもっと裕福だったら弟も星の辻に行けたのかもしれないと歌夜に漏らしている。
関 信人（せき のぶひと）
声 - 赤﨑千夏
あやめと春馬の弟。小学2年生→小学3年生。あやめが「Iri§先輩」を演じている姿を「けばい」と言って怖がる。
村上 菫（むらかみ すみれ）
声 - 新井里美
椎奈の母親。39歳でバツイチ。在宅SE。趣味はオンラインゲーム。娘とは対照的に明るい性格でノリも良く、SNS部の活動（部屋掃除企画）を手伝ったこともあるが、SEの仕事には不満を抱いており、仕事の話になると後ろ向きな態度になる。娘の椎奈の趣味については基本的に応援しているものの、彼女がいずれ自分と同じ進路を選び、IT業界の末端でこきつかわれる将来を危惧している。さらに離婚経験もあるため自分の人生について後ろ向きで、椎奈には「後悔してほしくない」人生を送って欲しいと願っている。
藤川 奏（ふじかわ かなで）
歌夜の姉。大学時代にはバンド活動をしており、そのことが歌夜の音楽制作のきっかけとなっているが、大学卒業とともにバンドを解散しており、現在は音楽活動も行っていない。そのため歌夜からは失望されているが、妹の音楽活動は密かに応援している。
態度が突然変わるところ、「天然たらし」なところなどは歌夜と似ており「姉妹だ」と思われている。

### その他の人物
田山（たやま）
声 - 田村睦心
飯野家のメイドである女性。大量の監視グッズを常備している。
椎奈の様子を見に来た菫と出会い、以後は飲み友達になっている。菫には、自分が同性愛者であること、菫が好みのタイプである事をカミングアウトし、菫をからかって迫ったことがあるが、「本気で落とす気になったらちゃんとした交際から段階踏んでく」と言っている
周防 颯（すおう はやて）
ネットでは「テマワリ先生」の名で知られるイラストレーターで、商業誌での活動経験もある。大学生→社会人。歌夜のファンであり、何度か動画の絵を担当するなど交流もある。文方社に何度も漫画の持ち込みをしているものの、結果は芳しくない模様。

## 物語の舞台
物語の舞台となる私立星ノ辻中学高等学校は、男女共学の中高一貫校で、関東地方に所在するという設定。完全中高一貫校ではなく高校入学も受け入れており、主人公の本田珠輝は高校入学組という設定である。部活の設立が簡単で、部活動が盛んで自由な校風であると言及されており、中等部の生徒が高等部の部活に所属することも認められている。
珠輝は学校から遠く離れた田舎から電車通学していると描写されており、自宅の最寄り駅には「園橋駅（そのばしえき）」という架空の駅名が設定されている。園橋駅は珠輝らが利用している路線の終点で、改札は自動化されておらず駅員が行っており、21時を過ぎると上り方面の終電を逃してしまうという描写がされている。なお、珠輝は中学生の頃に関西に在住していたという設定だが、珠輝が過去の居住地のことで挑発された際に富田林（大阪府富田林市）という実在の地名を口走る場面がある。中等部に通っている池谷乃々の自宅住所は「東京都××区」であるという描写がある。
劇中に登場する同人誌即売会やインターネットサービスの名称は、実在の事物をもじった架空の名称に置き換えられている。劇中に置いて夏と冬に東京ビッグサイトで行われている大規模な同人誌即売会の正式名称は「コミカルマーケット」とされ、「コミマ」「夏コミ」「冬コミ」と略されている。劇中で関あやめがSNS部の宣伝に用いている短文投稿型のソーシャルネットワーキングサービスは「chattr」、珠輝やイラスト部メンバー（布田裕美音、飯野水葉）が参加しているイラスト投稿サイトは「Picxi（ピックシー）」、劇中で藤川歌夜や乃々が作品の個人発表に用いている動画投稿サイトは「ニヨニヨ動画」「ニヨニヨ生放送」という名称である。

## 連載
『まんがタイムきららMAX』（芳文社）2012年10月号と11月号でのゲスト掲載を経て、同誌2013年2月号より正式な連載が開始した。
『きららMAX』以外での掲載としては、『まんがタイムきららキャラット』（芳文社）2015年4月号および2016年3月号にスペシャルゲストとして掲載されており、その際のエピソードが単行本の第4巻に収録された。また、2016年10月29日から2016年12月10日にかけて、ドワンゴが運営する画像投稿・電子書籍サイト、ニコニコ静画内の芳文社公式コーナー『きららベース』にて、単行本第5巻への収録が予告されていた前日譚「ステラのまほう SNS部の新作落ちました」全4話が、第5巻の発売日までの期間限定公開という形で連載された。「SNS部の新作落ちました」は4コマ漫画のフォーマットではなく、一般的な漫画のコマ割りで描かれている。

## 書誌情報
- くろば・U 『ステラのまほう』 芳文社〈まんがタイムKRコミックス〉、全10巻[192]
  1. 2013年12月26日発売、ISBN 978-4-8322-4388-0
  2. 2014年12月25日発売、ISBN 978-4-8322-4511-2
  3. 2016年1月27日発売、ISBN 978-4-8322-4658-4
  4. 2016年10月27日発売、ISBN 978-4-8322-4757-4
  5. 2016年12月27日発売、ISBN 978-4-8322-4781-9
  6. 2017年12月27日発売、ISBN 978-4-8322-4903-5
  7. 2018年12月26日発売、ISBN 978-4-8322-5000-0
  8. 2019年12月26日発売、ISBN 978-4-8322-7143-2
  9. 2020年12月25日発売、ISBN 978-4-8322-7238-5
  10. 2021年12月25日発売、ISBN 978-4-8322-7334-4

### 関連書籍
- 『ステラのまほうアンソロジーコミック 1』2016年11月26日発売[192]、ISBN 978-4-8322-4775-8

## テレビアニメ
2016年10月から同年12月まで放送された。全12話。たまきの入部から最初の夏コミまでのエピソードを描く。
テレビアニメ化の発表は2016年1月19日発売の『まんがタイムきららMAX』3月号にて行われ、同年6月26日に開催された「まんがタイムきららフェスタ！」にてメイン担当声優が発表された。

### スタッフ
- 原作 - くろば・U（芳文社「まんがタイムきららMAX」連載）
- 監督 - 川面真也
- シリーズ構成・脚本 - 志茂文彦
- キャラクターデザイン・総作画監督 - 古川英樹
- プロップデザイン - 原口渉
- 美術監督・美術設定  - 谷川広倫
- 色彩設計 - 重冨英里
- 撮影監督 - 佐藤敦
- 3D監督 - 北村浩久
- 編集 - 坪根健太郎
- 音響監督 - 亀山俊樹
- 音楽 - 倖山リオ、桑原まこ、kidlit
- 音楽制作 - フライングドッグ
- 音楽プロデューサー - 佐藤正和
- プロデューサー - 河本紗知、小林宏之、伊藤将生、山崎史紀、中川二郎、礒谷徳知
- アニメーションプロデューサー - 田部谷昌宏
- アニメーション制作 - SILVER LINK.
- 製作 - ステラのまほう製作委員会（KADOKAWA、芳文社、フライングドッグ、博報堂DYミュージック&ピクチャーズ、SILVER LINK.、AT-X）

### 主題歌
「God Save The Girls」
オープニングテーマ。作詞は岩里祐穂、作曲・編曲はkz、ストリングスアレンジは真部裕、歌は下地紫野。
第12話ではエンディングテーマとしてフルバージョンで使用。
「ヨナカジカル」
エンディングテーマ。作詞は黒木人生、作曲はここのか、編曲はR・O・N、歌はたまきとゆみね（長縄まりあ・前川涼子）。
ED映像は各回で少しずつ変化している。
「プ・レ・ゼ・ン・ト」
第7話挿入歌。作詞は真名杏樹、作曲は小島航平、編曲は川田瑠夏、歌は下地紫野。

### 各話リスト
| 話数 | サブタイトル                       | 絵コンテ          | 演出     | 作画監督                                              |
| ---- | ---------------------------------- | ----------------- | -------- | ----------------------------------------------------- |
| #1   | スタート地点                       | 川面真也          | 川面真也 | 加藤久美子、山本亮友、松岡謙治                        |
| #2   | たのしい創作                       | 澤井幸次          | 福多潤   | 竹森由加、冨田佳亨、木下ゆうき                        |
| #3   | 伝導アイテム                       | 大沼心            | 西村大樹 | 柳瀬譲二、徳田夢之介                                  |
| #4   | スキルアップ                       | 庄司硝子          | 小柴純弥 | 堤谷典子、山本亮友 冨田佳亨、中村基                   |
| #5   | カウントダウン                     | こでらかつゆき    | 山口頼房 | 原田峰文、大谷道子 崎口さおり、薮田裕希               |
| #6   | そくばいかい                       | 相澤伽月          | 福多潤   | 山本亮友、冨田佳亨、重松佐和子 橋本真希、井嶋けい子   |
| #7   | はじめての思い出                   | 伊部勇志 庄司硝子 | 伊部勇志 | 古川英樹、大島美和、若山政志 久留米東、山本亮友       |
| #8   | デバッグなめたらダメだよ？         | 大原実            | 西村大樹 | 青木真理子、細山正樹                                  |
| #9   | スキルアップその2                  | 反里小也          | 反里小也 | 竹森由加、松岡謙治、こかいゆうじ 世良コータ、山本亮友 |
| #10  | 精密機械                           | 黒澤雅之          | 小柴純弥 | 井嶋けい子、橋本真希、木下ゆうき 重松佐和子、山本亮友 |
| #11  | お困りですかお嬢さん               | 福田道生          | 福多潤   | 山崎千絵、山本亮友、古川英樹                          |
| #12  | もう一度スタート地点               | 澤井幸次          | 澤井幸次 | 竹森由加、福地和浩 山本亮友、古川英樹                 |
| OVA1 | 歌夜のたんじょうび（とちゅうまで） | こでらかつゆき    | 福多潤   | 山崎千絵、山本亮友、古川英樹                          |
| OVA2 | 歌夜のたんじょうび（とちゅうから） | こでらかつゆき    | 福多潤   | 山本亮友、工藤ゆき、三好智志 古川英樹                 |

### 放送局
| 放送期間                 | 放送時間                     | 放送局     | 対象地域   | 備考                                       |
| ------------------------ | ---------------------------- | ---------- | ---------- | ------------------------------------------ |
| 2016年10月3日 - 12月19日 | 月曜 22:30 - 23:00           | AT-X       | 日本全域   | 製作委員会参加 / CS放送 / リピート放送あり |
| 2016年10月5日 - 12月21日 | 水曜 0:30 - 1:00（火曜深夜） | TOKYO MX   | 東京都     | 独立局                                     |
|                          | 水曜 1:35 - 2:05（火曜深夜） | テレビ愛知 | 愛知県     | テレビ東京系列                             |
|                          | 水曜 2:30 - 3:00（火曜深夜） | 毎日放送   | 近畿広域圏 | 『アニメ特区』第1部 / TBS系列              |
| 2016年10月6日 - 12月22日 | 木曜 0:00 - 0:30（水曜深夜） | BS11       | 日本全域   | BS放送 / 『ANIME+』枠                      |

### BD / DVD
| 巻 | 発売日         | 収録話                | 規格品番   | 規格品番   |
| 巻 | 発売日         | 収録話                | BD         | DVD        |
| -- | -------------- | --------------------- | ---------- | ---------- |
| 1  | 2016年12月21日 | 第1話 - 第3話         | ZMXZ-10901 | ZMBZ-10911 |
| 2  | 2017年1月25日  | 第4話 - 第6話         | ZMXZ-10902 | ZMBZ-10912 |
| 3  | 2017年2月24日  | 第7話 - 第9話、OVA1   | ZMXZ-10903 | ZMBZ-10913 |
| 4  | 2017年3月24日  | 第10話 - 第12話、OVA2 | ZMXZ-10904 | ZMBZ-10914 |

### Webラジオ
『TVアニメ「ステラのまほう」SNS部の進捗どうですか？』のタイトルで2016年8月28日から2017年1月17日まで音泉にて配信されていた。初回はプレ配信となり、9月6日の配信以降は隔週火曜日に更新。パーソナリティは長縄まりあ（本田珠輝 役）と前川涼子（布田裕美音 役）が務めた。音泉の他の番組と異なり、ラジオの公式ページにアーカイブが用意されている。以降の記述はラジオ公式サイトの記述に基づく。
コーナー
- SNS部目安箱 - 番組の感想、身の回りで起こったこと、パーソナリティへやゲストの質問など、コーナーに分類されない投稿のコーナー。
- 同人ゲームをつくろう！ - 各回の募集テーマに応じて番組で製作するゲームに対する意見を募集するコーナー。
- ゲームのこだわり！ - 広くゲームに対するリスナーのこだわりを募集し、番組で製作するゲームに反映させようとするコーナー。
- 死んだ魚の目日照不足シャトルラン部 - リスナーの経験した学校にあった変わった部活や風習、先輩、打ち込んだ行事など、部活にまつわる話題を募集。
- 珠輝と裕美音のお題募集中！ - パーソナリティーが公式ページに掲載するイラストのテーマを募集するコーナー。

ゲスト
- 第2・7回 - 小澤亜李（関あやめ 役）
- 第3・7回 - 悠木碧（藤川歌夜 役）
- 第4・7回 - 村川梨衣（村上椎奈 役）
- 第8回 - 下地紫野（清水マリカ 役、ステラ 役）

## ゲーム

### Webゲーム
原作公式サイトで公開されているミニゲーム。いずれも元々はAdobe Flashをプラットフォームに用いたゲーム（Flashゲーム）として制作されたが、Flash Playerのサポート終了に対応するため移植が行われ、 すたーちぇいさーはUnityアプリケーションに、すたーしゅーたーとすたーらいなーはAdobe Airアプリケーションとなっている。原作者のくろば・U自身がプログラムやドット絵など、楽曲と効果音以外の主要な作業を手掛けている。
すたーちぇいさー！
2014年4月1日、「2014年エイプリル企画」と題して制作・公開された。即売会を直前に控えて締め切りがピンチのSNS部のために珠輝が流れ星に願いを掛ける、というバックストーリーが設定されている。「空から降ってくる星を地面に落ちる前に拾い集める」というシンプルなゲームルールだが、進行に伴ってアイテムや、当たると行動にペナルティを受ける爆弾も降ってくるようになり、時にはダメージを覚悟して拾う必要もあるなど、降ってくる星やアイテムを拾う順序が重要となってくる。ステージ8をクリアすると壁紙を入手でき、またエンドレスステージで一定の条件を達成すると、同様に別の壁紙が入手できる。星を集め損なうと、SNS部の新刊が落ちたことを告げるメッセージと共にゲームオーバーになる。ゲーム画面が本編単行本第3巻の表紙に用いられている。
2019年8月28日(本田珠輝の誕生日)には「すたーちぇいさー！」のUnityセルフリマスター版として、すたーちぇいさー！ for Unityが公開された。これによりスタンドアローンでの動作が可能となった他、Flash Playerの終了後も引き続きプレイが可能となった。
すたーしゅーたー！
2015年3月31日、「2015年エイプリル企画」と題して制作・公開された。全4面+EXステージの、シューティングゲーム。絵筆に跨がった珠輝を操作し、レーザーとスプレッドの2種類のショットを撃ち分けつつ、敵弾を避けながら敵を倒していく。物語のバックグラウンドとして、前作「すたーちぇいさー！」で願いを成就させた反動によって睡眠不足に陥った珠輝が、夢の世界で水葉と共に、創作の悩みを抱えるSNS部の部員たちの悪夢を解放していくという内容が設定されている。各ステージの幕間にストーリーが進行し、各ステージのボスキャラクターとして本編の主要登場人物が登場する。ゲームオーバーになると、珠輝のだらしない寝相を父親に見られてしまうバッドエンドになる。
2021年2月、本ゲームをAdobe Air上で動作できるようにしたすたーしゅーたー Revivalが公開された。移植に伴いイラストが一新されている他、BGMの高音質化が行われた。
すたーらいなー
2016年10月27日、「アニメーション放映記念企画」と題して制作・公開された。ステージクリア型のパズルゲーム。制作したゲームのCDプレスを委託していた業者の進捗が捗るよう、珠輝が「進捗山」の地蔵にお祈りして回る、というバックストーリーが設定されている。プレイヤーはステージ内のスイッチを直接クリックして動かしたり、ステージ内を自動的にうろうろ歩く珠輝にステージ内の仕掛けを踏ませるなどして、珠輝を全ての地蔵にお参りさせ、ゴールまで誘導することでゲームが進行する。高所から落下したり仕掛けに挟まれるなどしてライフを全て失うと、照が画面外から現れて無理矢理ステージに連れ戻される。アイテムショップの店員として裕美音が登場し、ステージのクリアやノーダメージでのクリア、規定の手数以内でのクリアによって得られるスコアを支払って、一時的に未クリアのステージをスキップするフラグや、壁紙などのクリア特典を入手できる。ステージを進めると椎奈やあやめ、歌夜が加わり、複数のキャラクターを操作してゲームを進める形になる。
2021年2月、本ゲームもすたーしゅーたーと同様にすたーらいなー RevivalとしてAdobe Airへの移行が行われた。こちらもBGMの高音質化が行われている。

### PCゲーム
麺に恋した僕はMEN
Webラジオの企画から実際に制作された、DVD&Blu-ray第4巻に同梱のPCゲーム。諸事情によりパッチ処理が発生するため、後日公式サイトでデータ公開予定。

### アプリゲーム
きららファンタジア
ドリコムによるスマートフォン向けアプリゲーム。2017年12月11日リリース。「まんがタイムきららシリーズ」のキャラクターが多数登場し、本作からも複数名のキャラクターが登場。
登場人物の節で前記した通り、水葉役のキャストは金子彩花に変更された。また、乃々とまつりは実装にあたり新規でキャスティングされた。

## タイアップ
叡山電鉄
本作のヘッドマークを装着、車内にラッピングを施したデオ710形電車が、2016年10月3日から2017年3月31日まで運行された。また記念きっぷが2016年12月3日に発売された。